# Jacek Fischer
Jacek Fischer (ur. 4 września 1914 w Samborze, zm. 12 stycznia 1977 w Rzeszowie) – polski fotograf. Członek założyciel, członek rzeczywisty i członek Zarządu Rzeszowskiego Towarzystwa Fotograficznego.

## Życiorys
Jacek Fischer związany z podkarpackim środowiskiem fotograficznym, absolwent Wydziału Ogólnego Politechniki Lwowskiej (studia w latach 1932–1934), po ukończeniu szkoły podchorążych w 1936 roku, studiował na Wydziale Prawa i Administracji Uniwersytetu Jagiellońskiego w Krakowie. W 1939 roku (po udziale w kampanii wrześniowej) otworzył zakład fotograficzny w Przemyślu, który prowadził do 1950 roku. W 1957 roku osiedlił się w Rzeszowie, gdzie podjął pracę fotografa w rzeszowskiej Wytwórni Sprzętu Komunikacyjnego. Miejsce szczególne w jego twórczości zajmowała fotografia architektury (m.in. Gdańska, Kłodzka, Jarosławia, Przeworska, Przemyśla, Rzeszowa), fotografia dokumentalna, fotografia pejzażowa, fotografia portretowa, fotografia społeczna. Wiele zdjęć opracowywał w technikach szlachetnych, technikach specjalnych – takich jak grafizacja, guma, izohelia, mikrofotografia, relief, solaryzacja.
W 1965 roku był współzałożycielem Rzeszowskiego Towarzystwa Fotograficznego, w którym (w latach 1967–1972) pełnił funkcję prezesa Zarządu RzTF oraz przez wiele lat funkcję członka Zarządu RzTF. W 1961 roku został laureatem nagrody Ministerstwa Kultury i Sztuki.
Jacek Fischer był autorem i współautorem wielu wystaw fotograficznych; indywidualnych (po raz pierwszy zaprezentował swoją autorską wystawę fotografii w Wojewódzkim Domu Kultury w Rzeszowie – w 1962 roku), zbiorowych oraz pokonkursowych – gdzie jego zdjęcia otrzymały wiele akceptacji, nagród, wyróżnień, dyplomów, listów gratulacyjnych (m.in. III nagrodę w konkursie Stare i nowe oblicze ziemi rzeszowskiej w fotografii – 1961, II nagrodę i wyróżnienie za reportaż Droga, w konkursie Człowiek i jego praca w 20-leciu PRL – 1964, III nagrodę w konkursie Stare i nowe oblicze ziemi rzeszowskiej w fotografii – 1965, III nagrodę w Rzeszowskich impresjach fotograficznych – 1967, III nagrodę w Ogólnopolskim Konkursie Fotograficznym Rok Ochrony Zabytków – 1967).
Jacek Fischer zmarł 12 stycznia 1977, pochowany na Cmentarzu Wilkowyja w Rzeszowie. W latach 1978, 1987, 2009, 2010 zorganizowano pośmiertne, retrospektywne wystawy fotografii Jacka Fischera. Fotografie Jacka Fischera prezentowano również na ekspozycjach jubileuszowych Rzeszowskiego Towarzystwa Fotograficznego – w latach 1975, 1985.